# Obelisco Agonale
L'obelisco Agonale è un obelisco del I secolo di Roma e sovrasta la Fontana dei Quattro Fiumi in piazza Navona, nel rione Parione.

## Storia
L'obelisco fu realizzato presso le cave di Assuan sotto l'imperatore Domiziano, imitando i modelli egiziani, e fu decorato con i geroglifici solo dopo l'arrivo a Roma. Esso fu inizialmente collocato tra il tempio di Serapide e quello di Iside, dove rimase per circa due secoli fino al 311, quando Massenzio lo fece spostare presso il circo della sua villa privata sulla via Appia, in memoria del primogenito Valerio Romolo, morto probabilmente nel 309.
In epoca medievale l'obelisco crollò, circa sotto il pontificato di Sisto V, che non si adoperò per il suo recupero, cosa che fece invece diversi anni dopo Innocenzo X. Il pontefice lo fece dividere in quattro pezzi, come fece Stella con l'obelisco di Jesi, e decise di collocarlo in piazza Navona, dove venne poi integrato nella Fontana dei Quattro Fiumi progettata da Gian Lorenzo Bernini. A questo periodo risale probabilmente anche la colomba bronzea, simbolo della pace ma presente anche sullo stemma dei Pamphili, posta sulla sommità del monolite. Il banchiere Giovanni Raimondo Torlonia, che aveva in possesso l'area della villa di Massenzio, ne ritrovò dei frammenti che decise di donare a Ludovico I di Baviera.

## Descrizione
L'obelisco è alto circa 16,54 metri (oltre 30 se si includono il basamento e la colomba) ed è realizzato interamente in granito rosso. Le quattro facce sono decorate con copie di geroglifici egizi tra cui figurano i caratteri del nome di Domiziano e quest'ultimo rappresentato tra due divinità, di cui si riconosce Hathor nell'atto di offrire la pschent, il tipico copricapo degli ultimi faraoni egizi.